# Ioan Nubert
Ioan Nubert (cunoscut și ca Ion Gr. Nubert) (n. 18 noiembrie 1886, Pașcani, județul Baia – d. 28 mai 1975, Timișoara) a fost un medic român, profesor universitar de anatomie la Facultatea de Medicină din Iași, director al Institutului de Anatomie din Iași.

## Biografie
Ioan Nubert a urmat studiile secundare la Liceul Național din Iași, obținând bacalaureatul în 1906, și cele universitare la Facultatea de Medicină din Iași, obținând titlul de doctor în medicină în 1914.
A fost numit asistent la Catedra de Anatomie topografică a Universilății din Iași în 1915 și a obținut docența pentru Anatomie topografică în 1931. A devenit conferențiar la aceeași disciplină în 1922 și profesor în 1932. În paralel cu cariera universitară se specializează în oftalmologie ocupând posturile de medic secundar în Clinica de Oftalmologie a Spitalului „Sfântul Spiridon” din Iași (1914-1919), asistent (1919-1921) și șef de lucrări (1921-1924) la aceeași clinică.
I-a succedat profesorului Grigore T. Popa la conducerea Institutului de Anatomie din Iași după plecarea acestuia la București, rămânând la conducere până în 1948 când s-a pensionat.
Ioan Nubert a fost căsătorit cu Elena Nădejde-Nubert (1885-1937), medic, fiica Sofiei Nădejde. S-a stins pe 28 mai 1975 la Timișoara. Monumentul său funerar, situat în Cimitirul Orotodox din Calea Lipovei, a fost executat de sculptorul Péter Jecza.

## Ordine și decorații
Profesorul Nubert a participat la campaniile din al Doilea Război Balcanic (1913) și Primul Război Mondial (1916-1918) și a fost avansat până la gradul de căpitan-medic în rezervă. A fost decorat cu următoarele ordine și medalii:
- Medalia Avântul Țării;
- Crucea Comemorativă a Războiului 1916-1917 cu baretele Oituz, Ardeal, București și Mărășești;
- Crucea „Meritul Sanitar” clasa a II-a;
- Medalia Victoria⁠(en)[traduceți];
- Medalia jubiliară Carol I.
- Semnul Onorific „Răsplata Muncii pentru 25 ani în Serviciul Statului” (13 octombrie 1941)[7]